# 129333 Ashleylancaster
129333 Ashleylancaster este o planetă minoră (asteroid), cu un diametru de 5,865 km, din centura de asteroizi. A fost descoperită pe 23 octombrie 2005 la Catalina Station⁠(d) de Catalina Sky Survey. 
Obiectul prezintă o orbită caracterizată de o semiaxă mare de 3,0879480712168 UAi, o excentricitate de 0,19, o înclinație de 1,4 ° în raport cu ecliptica.